# Fortaleza Ozama

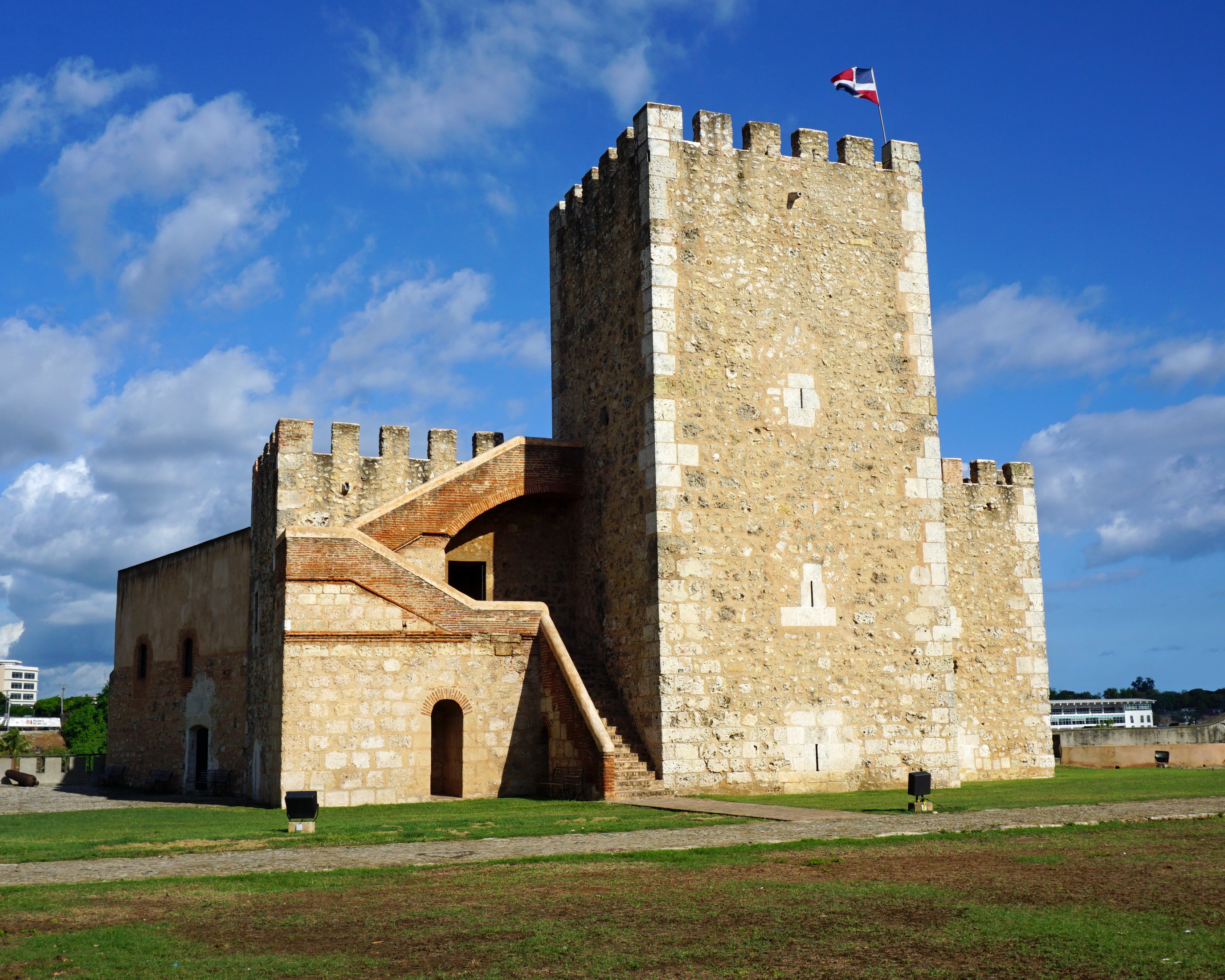
Vista da Fortaleza Ozama

A Fortaleza Ozama ou Fortaleza de Santo Domingo é uma edificação militar localizada em Santo Domingo, na República Dominicana. 
Levantada por volta de 1502, a Fortaleza Ozama é considerada a mais antiga estrutura militar ainda de pé no Novo Mundo. É parte da Cidade Colonial de Santo Domingo, declarada Património Mundial pela UNESCO em 1990.

## História
A fortaleza começou a ser construída em 1502 por ordens do governador Nicolás de Ovando, quando a cidade de Santo Domingo foi transferida da margem esquerda à margem direita do rio Ozama. O forte foi levantado na parte sudoeste da nova cidade, sobre um monte, com vista tanto ao Mar do Caribe como à foz do rio Ozama, controlando desta maneira a entrada do porto.
O primeiro mestre de obras da fortaleza foi Gómez García Varela, que terminou a construção da torre de menagem. A torre, de 18,50 metros de altura e coroada com ameias, possui uma feição medieval única no Novo Mundo. No interior do castelo há um pátio com vários recintos de usos variados: ali esteve a casa do alcaide (governador do castelo), um depósito de pólvora e um poço. Em 1509, hospedou-se provisoriamente na casa o alcaide Diogo Colombo, governador da colônia.
Além do núcleo do século XVI, a fortaleza foi expandida nos séculos XVII e XVIII com várias plataformas de tiro e quartéis para os soldados. Em 1787 foi levantada a Porta de Carlos III na entrada da fortaleza, decorada com o escudo daquele monarca.
A Fortaleza foi usada com fins militares até a década de 1970, quando foi finalmente restaurada.